# Kim Yeon-koung
Kim Yeon-koung (koreanska: 김연경, Hanja: 金軟景), född 26 februari 1988 i Ansan, är en sydkoreansk professionell damvolleybollspelare. Sedan 2021 spelar hon sin klubblagshandboll för Shanghai Bright Ubest i kinesiska superligan. På landslagsnivå spelade hon med Sydkoreas damlandslag i volleyboll från 2005 tills 2021 (då hon pensionerade sig från landslaget). Med dem har hon tagit guld och silver och brons i Asiatiska spelen samt nått semifinal i Olympiska sommarspelen i London 2012. Kim Yeon-koungs är 192 cm lång, och hennes position är spiker. Hon spelar med nummer 18 på tröjan i klubblaget, och med nummer 10 på tröjan i landslaget. Hon har också spelat proffsvolleyboll i Sydkorea, Japan och Turkiet. 
Kim Yeon-koung har utsetts till mest värdefulla spelare vid ett stort antal tävlingar. Under Olympiska sommarspelen i London 2012 blev Kim Yeon-koung utsedd till bästa poängplockare och mest värdefulla spelare..  

## Klubblagskarriär
Cheonan Heungkuk Life Pink Spiders (2005-2009)
- Sydkoreanska V-League

Vinnare (3): 2005−06, 2006–07, 2008-09
 JT Marvelous (2009-2011)
- Japanska V.League

Vinnare (1): 2010−11
 Fenerbahçe SK (2011-2017)
- Sultanlar Ligi

Vinnare (1): 2014-15, 2016-17
- CEV Champions League

Vinnare (1): 2011-12
- CEV Cup

Vinnare (1): 2013-14
 Shanghai Bright Ubest (2017-2018)
- Chinese Volleyball Super League

 Eczacıbaşı SK (2018-2020)
- Sultanlar Ligi

 Cheonan Heungkuk Life Pink Spiders (2020-2021)
- Sydkoreanska V-League

 Shanghai Bright Ubest (2021-)
- Chinese Volleyball Super League

## Landslagskarriär
Sydkoreas damlandslag i volleyboll (2005-)
- Asiatiska spelen 2014 i Incheon:  Guld
- Asiatiska spelen 2010 i Guangzhou:  Silver
- Asiatiska spelen 2018 i Jakarta-Palembang:  Brons
- Olympiska sommarspelen 2012 i London: 4:a
- Olympiska sommarspelen 2016 i Rio de Janeiro: 5:a